# Konsultatiwnaja psichołogija i psichotierapija
Konsultatiwnaja psichołogija i psichotierapija (ros. Консультативная психология и психотерапия, czyli Psychologia konsultacyjna a psychoterapia) – najstarsze czasopismo naukowe w Rosji poświęcone teorii i praktyce psychoterapii. Początkowo nazywało się Moskowskij psichotierapiewticzeskij żurnał (ros. Московский психотерапевтический журнал, czyli że Moskiewskie czasopismo psychoterapeutyczne).

## Informacja ogólna
Czasopismo wydawane jest przez Moskiewski Miejski Uniwersytet Psychologiczno-Pedagogiczny. Zostało założone w roku 1992 z inicjatywy F. Wasiluka i W. Capkina. Przeznaczone jest przede wszystkim dla fachowców w dziedzinie psychoterapii, psychologii klinicznej i konsultowania psychologicznego. Publikuje prace oryginalne, teksty przemówień wygłoszonych na konferencjach psychoterapeutów, recenzje i tłumaczenia związane z tematyką czasopisma, przeglądy psychoterapeutycznego piśmiennictwa zagranicznego oraz inne materiały które mogą udzielić pomocy w stosowaniu i rozwoju psychoterapii. Wszystkie artykuły przyjmowane do opublikowania są recenzowane.
W zakres zainteresowań redakcji wchodzą wszystkie nurty współczesnej psychoterapii: psychoanaliza, psychoterapia Gestalt, psychoterapia egzystencjalna itd. Na stronach pisma dyskutuje się także stosunki między psychoterapią i innymi dyscyplinami (psychiatrią, filozofią, etyką) oraz religią. Prowadzi się osobną rubrykę „Filozofia, antropologia, kultura”. Co rok ukazuje się specjalny wolumen tematyczny z „Psychologii chrześcijańskiej” – nowego kierunku, który powstał w psychologii i psychoterapii postkomunistycznej Rosji.
W czasopiśmie publikują swoje artykuły psychoterapeuci, psycholodzy, psychiatrzy, filozofowie, przedstawiciele duchowieństwa Rosji i innych krajów. Stałymi autorami pisma są: Wadim Rozin (Instytut Filozofii RAN, Moskwa), Lidzija Łysiuk (Białoruś), Rimantas Kočiūnas (Litwa), Horst Kächele (Niemcy), Arnold Mindell (USA) i in. Przetłumaczono na język rosyjski i opublikowano teksty czołowych psychoterapeutów i wybitnych myślicieli Europy Zachodniej i Stanów Zjednoczonych (m.in. Fritza Perlsa, Jacques’a Lacan’a, Antoniego (Blooma), Paula Tillicha). W roku 1996, gdy rosyjskiemu czytelnikowi było jeszcze nic nie wiadomo o terapii poznawczej, redakcja Moskiewskiego czasopisma psychoterapeutycznego przygotowała do drukowania specjalny numer poświęcony koncepcji psychoterapeutycznej Aarona Becka. Numer pisma został wydany pod redakcją Ałły Hołmogorowej ze słowem wstępnym profesora Becka. Obok przekładów tekstów Becka na język rosyjski numer zawierał prace oryginalne rosyjskich uczonych, m.in. tekst przemówienia referowanego przez A. Hołmogorową na konferencji w Niemczech, gdzie rosyjska autorka pod nowym kątem widzenia oceniła stosunek terapii poznawczej do psychoanalizy.
Redaktorem naczelnym czasopisma jest F. Wasiluk. W skład komitetu redakcyjnego wchodzą specjaliści z Rosji i z zagranicy. Rosyjscy członkowie komitetu redakcyjnego są w większości absolwentami Wydziału Psychologii Moskiewskiego Państwowego Uniwersytetu imienia M. Łomonosowa.
Wszystkie numery czasopisma dostępne są zarówno w wersji drukowanej, jak w formacie PDF. Wersje elektroniczne można pobrać na dysk na internetowym portalu czasopism psychologicznych „PsyJournals” lub zamówić bezpośrednio w redakcji znajdującej się na katedrze psychologii klinicznej a psychoterapii Wydziału Konsultowania Psychologicznego Uniwersytetu Psychologiczno-pedagogicznego. PDF-wersje niektórych artykułów są gratisowe. Do artykułów oryginalnych dołączone są abstrakty, które udostępnione są nieodpłatnie w Serwisie internetowym wydawnictwa.